# Србо Ивановски
Србо Ивановски (1928 — 2014) био је македонски песник, приповедач, романописац и писац за децу.

## Дела
- Лирика (поезија, 1950),
- Желби и меѓи (поема, 1950),
- Средби и разделби (поезија, 1953),
- Бели крикови (поезија, 1956),
- Маѓепсан патник (поезија, 1966),
- Пена од планината (поезија, 1972),
- Прстен на времето (поезија, 1993),
- Горчлив корен (поезија, 1994),
- Челуст на времето (поезија, 1996),
- Близу до животот близу до смртта (поезија, 1998).
- Жена на прозорецот (раскази, 1955),
- Кога тетин Клименте шеташе над градот (раскази 1982),
- Желките од рајската градина (раскази, 2009),
- Осамени (роман, 1957),
- Мартин Нуната (роман, 1979),
- Леонида трча окрвавен (роман, 1980),
- Додека го чекавме Андреја (роман, 1990),
- Балада за исчезнатите (роман, 1994),
- Неподобниот (роман, 1997).